# Pierre Larsen
Pierre Larsen (* 22. Januar 1959) ist ein ehemaliger dänischer Fußballspieler.

## Karriere
Pierre Larsen spielte in seiner Vereinskarriere für B 1903 Kopenhagen, Hvidovre IF sowie den FC Kopenhagen. 1991 hatte er mit B 1903 Kopenhagen im UEFA-Pokal Bayern München spektakulär mit 6:2 deklassiert. Larsen feierte zwei Jahre später mit dem FC Kopenhagen, der aus einer Zusammenlegung von B 1903 und KB Kopenhagen entstanden war, den dänischen Meistertitel. Darüber hinaus spielte er zwei Jahre in der Schweiz bei Grasshoppers Zürich.
Für die A-Nationalmannschaft seiner Heimat war Larsen in 17 Spielen zum Einsatz gekommen.